# Memorii
Memorii (din substantivul masculin francez memoire, cu sensul de înregistrare a unui eveniment, o utilizare particulară a femininului memoire - memorie) este o specie a literaturii autobiografice, în care evenimente istorice sau de altă natură sunt recompuse pornind de la observații și experiențe strict personale. Memoriile formează o subclasă a genului autobiografic.
Legate strâns de, și adeseori confundate cu autobiografia, memoriile diferă de acesta prin faptul că accentul este pus pe evenimente exterioare; în vreme ce autorii de autobiografii sunt preocupați în principal de ei înșiși, își transformă biografia în element declanșator și centru al scriiturii, autorii de memorii sunt persoane care au jucat un rol în, sau au observat din apropiere evenimente istorice și al căror scop principal este să descrie sau să interpreteze aceste evenimente. Din acest motiv memoriile pot părea mai puțin structurate și mai puțin exhaustive decât autobiografiile formale. Ele se concentrează uneori asupra unui episod punctual al vieții autorului, asupra unui eveniment istoric la care acesta a fost martor și nu narează viața în ordinea ei cronologică, așezând evenimentele într-un șir, de la naștere și pînă la moarte.
Spre deosebire de biografii, memoriile se referă cu precădere la evenimente politice sau istorice în care cei care le scriu au fost implicați direct sau la care au asistat ca martori oculari, și în plus tratează uneori un singur segment sau un singur eveniment, spre deosebire de romanul autobiografic în care acesta debutează cu nașterea și se apropie de perioada prezentă.
Cărțile de memorii pot fi scrise și de liderii politici sau militari. Spre exemplu, războiul civil din Anglia a produs multe asemenea cărți de memorii, cele mai notabile fiind Memoriile lui Edmund Ludlow și ale lui Sir John Reresby. Francezii au excelat în acest gen, unul dintre cei mai mari memorialiști ai tuturor timpurilor fiind ducele de Saint-Simon, ale cărui „Mémoires” (acoperind perioada dintre 1690- 1723) sunt faimoase pentru portretele personajelor sale și oferă o sursă neprețuită de informații de la curtea lui Louis al XIV-lea. Un alt mare memorialist francez a fost François-René, viconte de Chateaubriand, care și devotat ultimii ani din viață scrierii unei cărți intitulate Mémoires d'outre-tombe (1849-50; Memorii de dincolo de mormînt).
În secolul al XX-lea mulți șefi de state sau lideri militari și-au descris experiențele în memorii. Printre acestea figurează și memoriile vicontelui de Montgomery (1958), ale lui sir Winston Churchill, și cele ale generalului Charles De Gaulle's Mémoires de guerre (1954-59; Memorii de război).
La noi, după ce au cunoscut o dezvoltare deosebită în epoca pașoptistă (memoriile unui participant la evenimentele din Țara Românească, cele ale colonelului Locusteanu l-au impresionat în mod special pe Camil Petrescu) ele au revenit la modă în perioada dintre cele două războaie mondiale. În limba română există numeroase cărți de memorii ale tuturor oamenilor de stat importanți, dintre care amintim doar pe cele publicate recent. Pe o listă foarte lungă a cărților de memoriile politice figurează memoriile regelui Carol I, Constantin Argetoianu, Grigore Gafencu, Nicolae Iorga, Martha Bibescu, Annie Bentoiu. Recent, memoriile de lagăr de tipul Închisoarea noastră cea de toate zilele a lui Ioan Ioanid, Evadarea tăcută a Lenei Constante sau Ia-ți boarfele și fugi ale Oanei Orlea (Pseudonimul Ioanei Cantacuzino) au lăsat o vie impresie în rândul cititorilor.
Au fost de asemenea publicate recent memoriile membrilor CPEX ai PCR sau ale actorilor importanți ai revoluției din decembrie 1989, majoritatea au valoare istorică redusă, părând mai curând niște scrieri cu caracter apologetic. Recent, editura Humanitas a publicat chiar memoriile ex-premierului Radu Vasile.